# Acanthus mollis
Acanthus mollis – вид рослин родини акантові (Acantháceae). лат. mollis — «м'який, гладкий», що стосується  текстури листя.

## Опис
Багаторічна трав'яниста з великим блискучим темно-зеленим листям, яка досягає висоти від 30 до 100 сантиметрів. Вертикальна вісь стебла нерозгалужена. Блискуче темно-зелене листя, м'яке на дотик, до 40 сантиметрів в довжину і 25 сантиметрів шириною, з довгим черешком. Суцвіття 30-40 сантиметрів завдовжки і може містити до 120 квітів. Квітки трубчасті, білуваті, лілові. Кожна квітка до 5 см довжиною і оточена трьома зеленими або фіолетовими приквітками з пурпурно-рожевим жилкуванням. Цей вид квітне в період з травня по серпень.

## Поширення
Північна Африка: Алжир; Марокко; Туніс. Західна Азія: Сирія. Південна Європа: Хорватія; Італія [вкл. Сардинія, Сицилія]; Мальта; Франція [вкл. Корсика]; Іспанія [вкл. Балеарські острови]. Широко натуралізований та культивується. Живе на узбережжі, скелях і холодних, вологих місцях, де цвіте в квітні-травні.

## Галерея

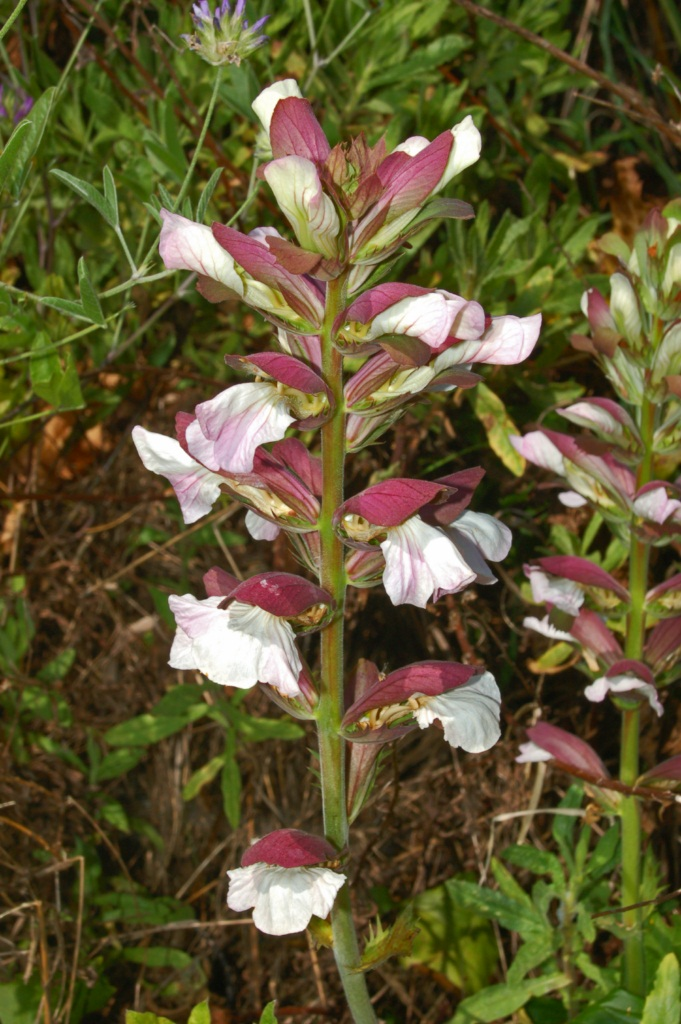
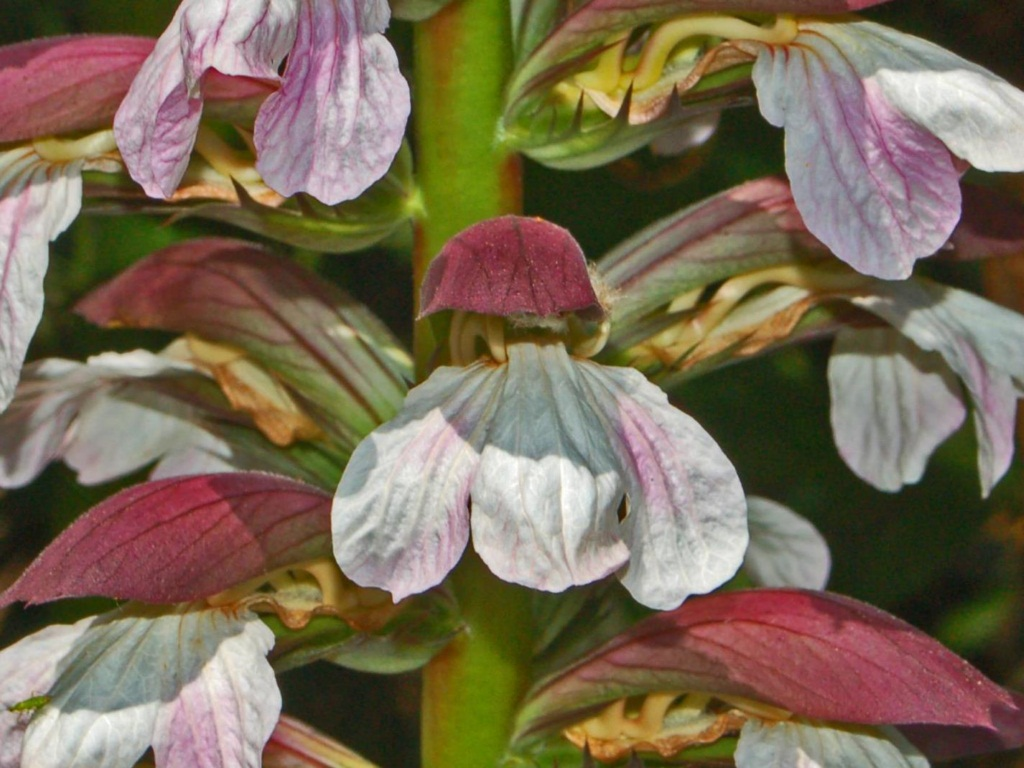
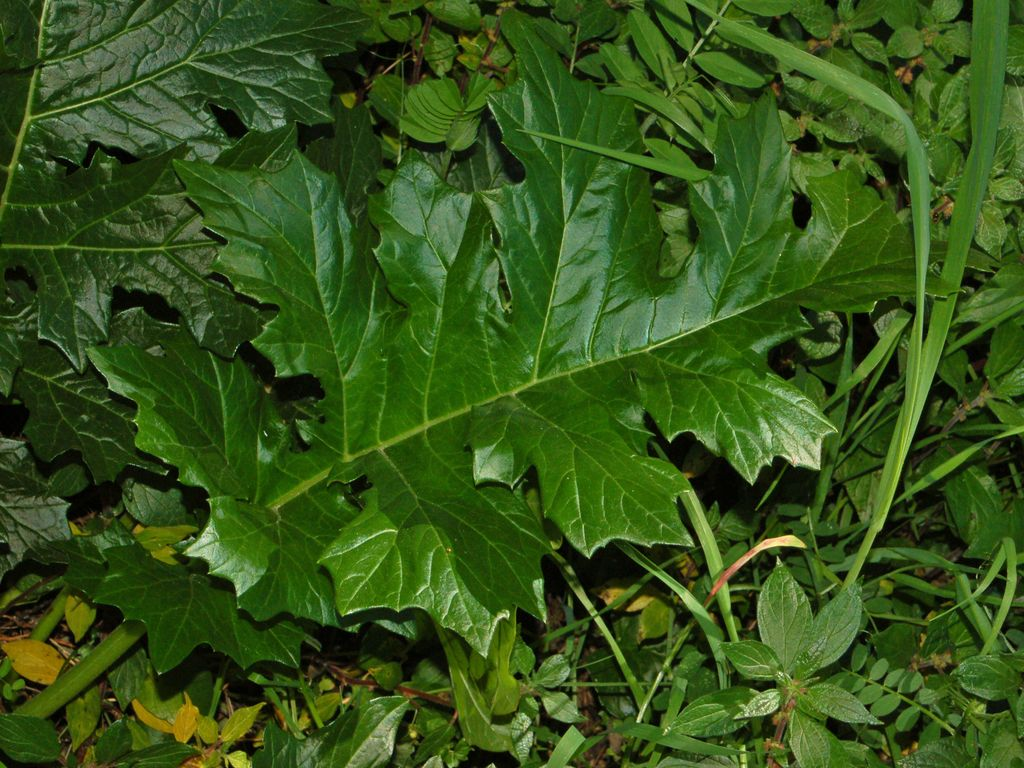
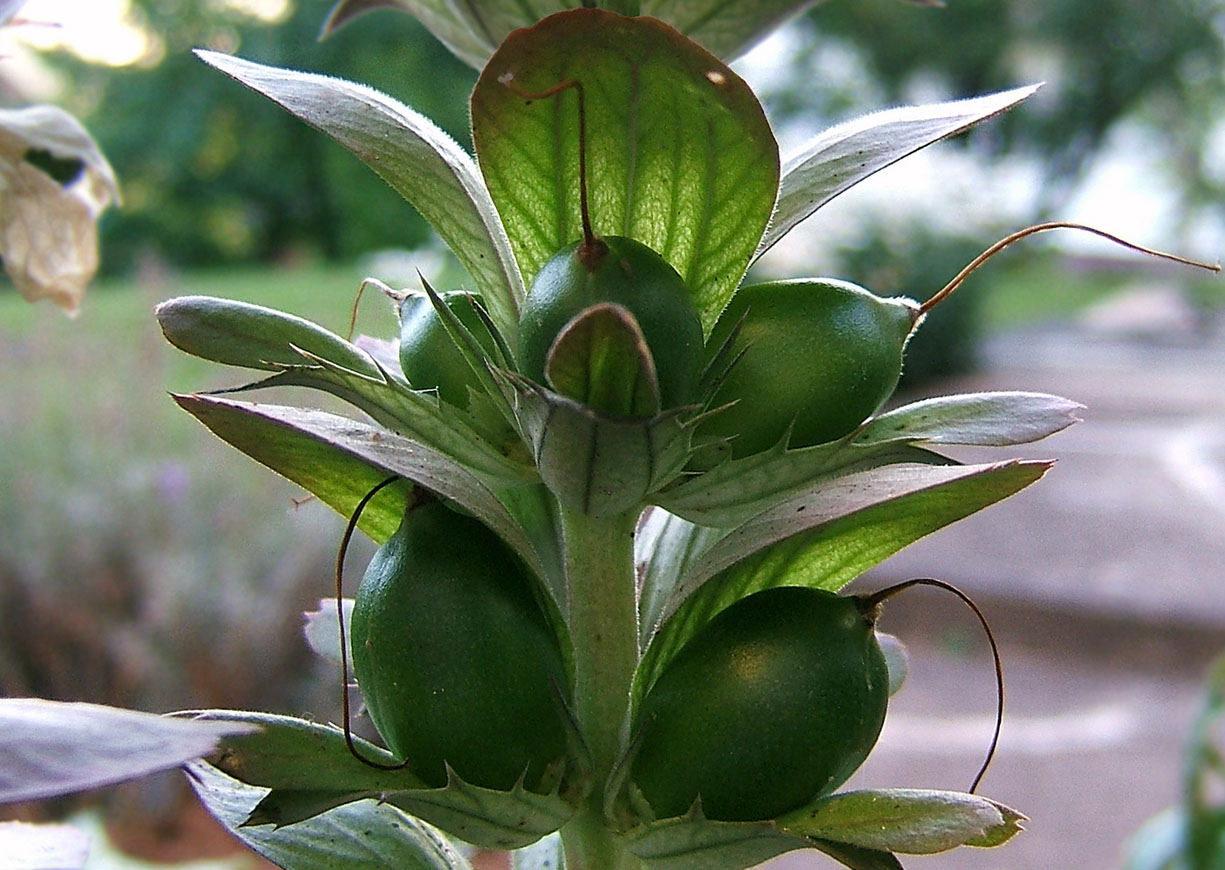
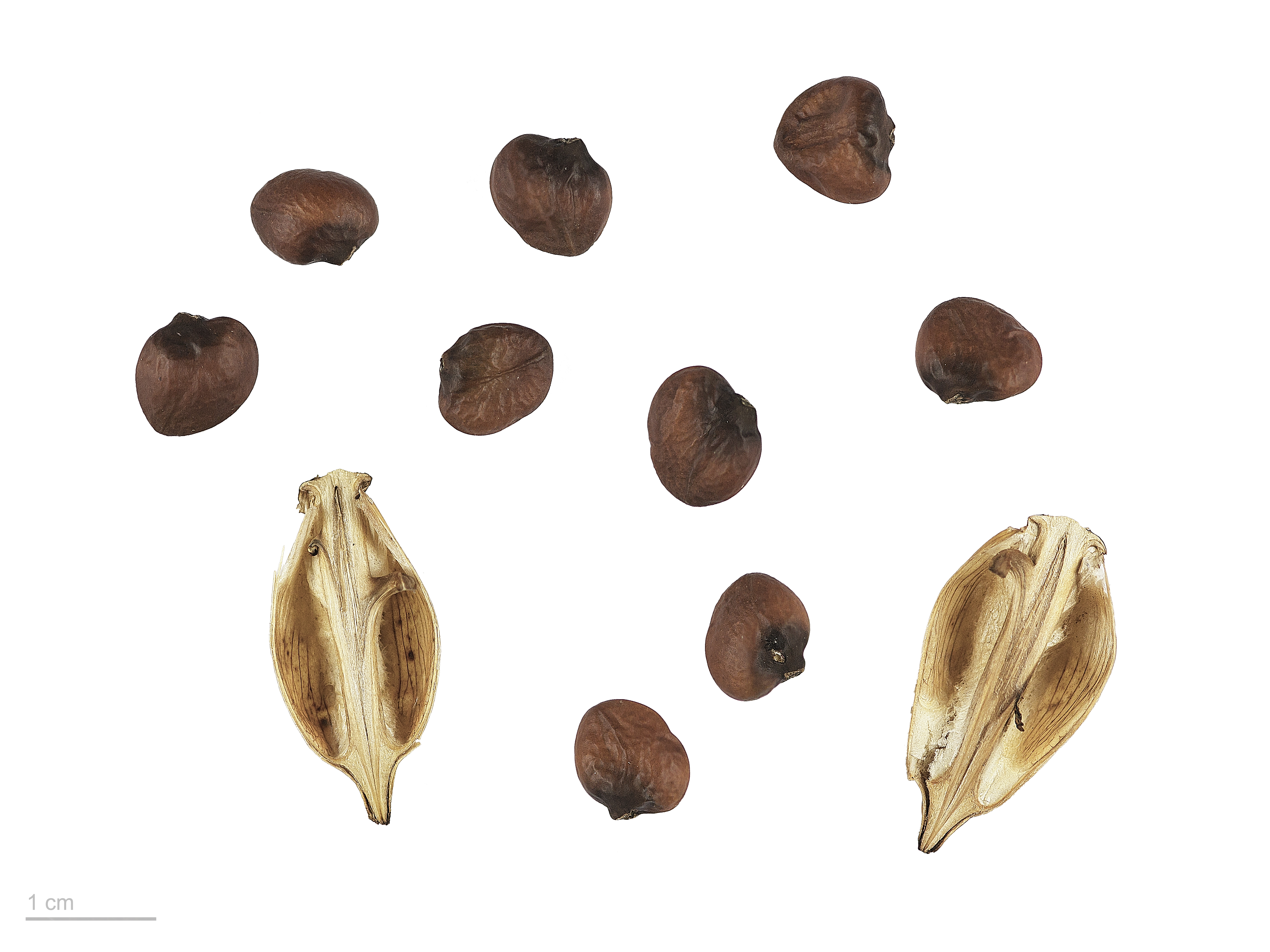